# Rwanda vid världsmästerskapen i simsport 2024
Rwanda tävlade vid världsmästerskapen i simsport 2024 i Doha i Qatar mellan den 2 och 18 februari 2024. Rwanda hade en trupp på tre idrottare, varav en kvinna och två män.

## Tävlande per sport
Följande är en lista över antalet tävlande per sport.
| Sport   | Herrar | Damer | Totalt |
| ------- | ------ | ----- | ------ |
| Simning | 2      | 1     | 3      |
| Totalt  | 2      | 1     | 3      |

## Simning
Herrar
| Idrottare       | Gren          | Heat    | Heat      | Semifinal        | Semifinal        | Final            | Final            |
| Idrottare       | Gren          | Tid     | Placering | Tid              | Placering        | Tid              | Placering        |
| --------------- | ------------- | ------- | --------- | ---------------- | ---------------- | ---------------- | ---------------- |
| Cedric Niyibizi | 50 m frisim   | 25,12   | 80        | Gick inte vidare | Gick inte vidare | Gick inte vidare | Gick inte vidare |
| Cedric Niyibizi | 100 m frisim  | 56,64   | 92        | Gick inte vidare | Gick inte vidare | Gick inte vidare | Gick inte vidare |
| Oscar Peyre     | 50 m ryggsim  | 27,79   | 39        | Gick inte vidare | Gick inte vidare | Gick inte vidare | Gick inte vidare |
| Oscar Peyre     | 100 m ryggsim | 1.03,56 | 53        | Gick inte vidare | Gick inte vidare | Gick inte vidare | Gick inte vidare |

Damer
| Idrottare         | Gren           | Heat  | Heat      | Semifinal        | Semifinal        | Final            | Final            |
| Idrottare         | Gren           | Tid   | Placering | Tid              | Placering        | Tid              | Placering        |
| ----------------- | -------------- | ----- | --------- | ---------------- | ---------------- | ---------------- | ---------------- |
| Neema Nyirabyenda | 50 m frisim    | 34,22 | 103       | Gick inte vidare | Gick inte vidare | Gick inte vidare | Gick inte vidare |
| Neema Nyirabyenda | 50 m fjärilsim | 36,27 | 55        | Gick inte vidare | Gick inte vidare | Gick inte vidare | Gick inte vidare |